# Dans la terrible jungle
Pour plus de détails, voir Fiche technique et Distribution.
Dans la terrible jungle est un film français réalisé par Caroline Capelle et Ombline Ley, sorti en 2019.

## Fiche technique
- Titre français : Dans la terrible jungle
- Réalisation : Caroline Capelle et Ombline Ley
- Photographie : Caroline Capelle et Ombline Ley
- Son : Mathieu Farnarier et Betsy Zbiegiel
- Montage : Céline Perreard
- Musique : Sébastien Pons et Studio Urgence
- Sociétés de production : Macalube Films - Embûches
- Pays d'origine : France
- Genre : documentaire
- Durée : 81 minutes
- Date de sortie : 13 février 2019

## Distribution
- Alexis Dardenne
- Émeline Colard
- Léa Lenoir
- Médéric Sergott
- Ophélie Dufromentel
- Ophélie Lefebvre
- Valentin Dufour

## Sélections
- Festival de Cannes 2018 (programmation de l'ACID)[1]
- Festival Traces de vies 2018 : Prix du regard social[2]